# Ryssundet

Ryssundet är ett sund mellan Utö och Rånö i Haninge kommun, i södra Stockholms skärgård. Sundet har en muddrad kanal som förbinder Mysingen i norr med Rånösundet i söder. En kanal grävdes 1719 av ryska trupper vilken sedan muddrades mellan 2009 och 2010 av Skärgårdsstiftelsen.

## Muddrad kanal
Åren 2009 - 2010 muddrades kanalen av Skärgårdsstiftelsen och blev då ca 400 meter lång, 10 meter bred och 2,5 meter djup.

## Historia
Enligt sägnen blev i samband med rysshärjningarna sommaren 1719 delar av den ryska galärflottan fast i Rånösundets norra del och tvingades gräva en kanal för att ta sig ut, därav namnet Ryssundet.